# 森山周一郎
森山周一郎（日语：／ Noda Junko，1934年7月26日—2021年2月8日），日本男演員、配音員、旁白。本名大塚博夫（おおつか ひろお）。出身於愛知縣名古屋市。生前經歷劇團東藝 、（株）Office森山。身高173cm。A型血。
愛知縣立犬山高等學校畢業（高中時期是棒球社所屬）、日本大學藝術學院電影學科中退。
興趣、特長：棒球、高爾夫、麻將、圍棋。

## 生平
森山周一郎出生於愛知縣名古屋市，小學4年級到高中畢業時期被疏開至犬山市。劇團東藝第1期研究生。
從草創時期開始，作為配音員就一直活躍於許多西方電影的日本配音工作中，尤其是在冷硬派的演員尚·嘉賓、里諾·范杜拉、史賓塞·屈賽、特利·薩瓦拉斯、查爾斯·布朗森之演出的電影都可以聽到森山的聲音。動畫則是從迪士尼作品開始，他最著名的作品是《紅豬》的主角波魯克·羅素。此外他說其聲音是從小學二年級開始就這樣了。
作為演員，森山以半常駐的刑警角色出現在犯罪劇《特種機動搜查隊》中。而在1970年代和1990年代鼎盛時期的時代劇和與動作相關的作品上，他以幕後策劃者和暴力集團幹部作為沉穩的惡棍演員之身份活躍。近年來他在老紳士的角色上演技成熟。
演員赤座美代子與他是親戚。
1999年7月23日，因罹患腦梗塞造成他的右半身癱瘓，但由於沒有及早治療，他的身體並沒有達到完全康復的狀態。即使如此，四肢的麻木也不容易改善，並因為短暫性腦缺血發作使得身體不自主運動，從住院期間到出院後，持續復健了超過半年。
2021年2月8日晚上9點10分因肺炎在埼玉縣的醫院去世，享壽86歲。

## 逸事
- 「藝能文化人高爾夫同好會」代表。
- 2020年逝世前一年，在日本國內不斷謠傳他死亡的消息，同年宣布連續電視小說《歡呼》演出時，親自在Twitter上推文發布「這些死亡理論都消散了喔！」[原文 1]」打破不實的消息[10]。
- 和睦團體「昭和九年會（日语：昭和九年会）」的成員之一，是由昭和9年（1934年）出生的藝人所組成的。

## 演出（演員）

### 電視劇
日本電視台
- 遊星王子（1958年）
  - 第3話
  - 第8話
- 電話110（日语：ダイヤル110番）
  - 第209話（1961年）
  - 第217話（1961年）
  - 第318話「殺人者」（1963年）
- 東京繞道指令（日语：東京バイパス指令） 第3話（1968年，與東寶共同製作）
- 彌次喜多隱密道中（日语：弥次喜多隠密道中） 第18話「夫婦隱密」（1972年，與歌舞伎座電視室共同製作）
- Wild 7（日语：ワイルド7#ドラマ版） 第19話「運動俱樂部殺人部隊」（1973年，與國際放映（日语：国際放映）共同製作）－教練
- 向太陽怒吼！（日语：太陽にほえろ!）（與東寶共同製作）
  - 第84話「人質」（1974年）－東名信用金庫支店長
  - 第117話「父子重逢」（1974年）－成島（龍神會組長）
  - 第155話「家族」（1975年）－須藤（殺手）
  - 第298話「我們是七曲署」（1978年）－西岡太藏
- 第4話「無情之影」（1975年，與三船Pro共同製作）－森鐵心
- 長崎犯科帳（日语：長崎犯科帳） 第13話「消失在黑暗中的保鑣」（1975年，UNION電影（日语：ユニオン映画）共同製作）－龍太
- 週二懸疑劇場 無名偵探系列 第5作「殺意」（1989年）

TBS
- 刑警七人（日语：七人の刑事）
  - 第1系列 第91話「國道1號」（1963年）
  - 第2系列（1967年）
    - 第271話「消失的被害者」
    - 第286話「我殺害的男人」
- 隱密劍士（日语：密剣士#隠密剣士（大瀬康一版））（與宣弘社製作公司共同製作）
  - 第五部 忍法風摩一族（日语：隠密剣士#第五部 忍法風摩一族（全13話）） 第9話、第10話（1963年）－音羽的又造
  - 第九部 傀儡忍法帖（日语：隠密剣士#第九部 傀儡忍法帖（全10話）） 第3話、第7話、第8話、第10話（1964年）－不知火雅樂頭
- 超人力霸王系列（1966年，與圓谷製作公司共同製作）
  - 超異象之謎 第5話「貝吉拉來了！」－池田隊員
  - 超人力霸王 第18話「來自行星的兄弟」－村木醫師
- 怪奇大作戰 第2話「食人蛾」（1968年，與圓谷製作公司共同製作）－新田秀實
- THE警衛（日语：東京警備指令 ザ・ガードマン） 第223話「四大殺手下海」（1969年，與大映電視共同製作）
- 毅純（日语：ガッツジュン#テレビドラマ） 第22話「投吧！剛球一直線」（1971年）－村野教練
- 黎明破曉的刑警（日语：夜明けの刑事） 第52話「哀傷的蒸汽火車在故鄉奔跑!!」（1975年，與大映電視共同製作）－杉村刑警
- Thirteen Boy（日语：サーティーン・ボーイ）（1985年）－中西卓也
- 大岡越前（日语：大岡越前 (テレビドラマ)）（與C.A.L（日语：C.A.L）共同製作）
  - 第11部（日语：大岡越前 (テレビドラマ)#第11部） 第26話「快樂的大岡審判」（1990年10月15日）－富田屋伍兵
  - 第13部（日语：大岡越前 (テレビドラマ)#第13部） 第4話「在偷來錢包裡的葵紋章」（1992年12月7日）－伊勢本屋
- 水戶黃門（與C.A.L共同製作）
  - 第20部（日语：水戸黄門 (第14-21部)#第20部） 第31話「不能叫女兒的女人 -宮津-」（1991年6月10日）－濱屋
  - 第21部（日语：水戸黄門 (第14-21部)#第21部） 第18話「驅逐邪惡的神樂面具 -備中松山-」（1992年8月3日）－丸高屋
  - 第22部（日语：水戸黄門 (第22-28部)#第22部） 第8話「復仇心切的旅芝居 -桑名-」（1993年7月5日）－大熊重太夫
- 週一連續劇特集（日语：月曜ドラマスペシャル）→週一推理劇場（日语：月曜ミステリー劇場）
  - 松本清張特別企劃 夜光的階梯（1995年，與TELEPACK（日语：テレパック）共同製作）
  - 稅務調查官 窗際太郎之事件簿（日语：税務調査官・窓際太郎の事件簿） 第8作（2002年）－真鍋啓三
- 愛的劇場（日语：愛の劇場）
  - 新·親愛一家人5（日语：天までとどけ#新・天までとどけ）（1996年）
  - 來去溫泉吧5（日语：温泉へ行こう#第5シリーズ）（2004年）－小林
  - Sweet 10 ～最後的戀人～（日语：スイート10#テレビドラマ） 第25話「她的反擊!!」（2008年）－坂本宏
- 理想的結婚（日语：理想の結婚 (テレビドラマ)）（1997年）－井上常務
- 週五連續劇
  - 繼母庸人妙管家（日语：あきまへんで!）（1998年）
    - 第1話「史上最強的家政婦」、第10話「橫濱道別物語」－電話聲音
    - 第11話「處女之路」－青木純一郎

  - 不需要愛情的夏天（2002年）
- 週日劇場 上班族金太郎（日语：サラリーマン金太郎 (高橋克典のテレビドラマ)）（1999年）－大島源造

朝日電視台
- 特種機動搜查隊（日语：特別機動捜査隊）（與東映共同製作）－大村刑警（1964年－1968年）、森山頭目（1968年－1970年）
  - 第453話「狙擊！事件記者」（1970年）－編輯長
  - 第483話「我是三船刑警」（1971年）－鳥井
  - 第500話「有勇氣的女人」（1971年）－哲
  - 第510話「勝利與敗北」（1971年）－風早
  - 第518話「走我的路」（1971年）－龍崎
  - 第528話（1971年）－加藤
  - 第551話「群眾裡的一人」（1972年）－下元
  - 第565話「誘拐」（1972年）－大島
  - 第574話（1972年）－岩田
  - 第582話（1972年）－遠藤
  - 第597話「愛的屈折 銀座」（1973年）－川井一郎
  - 第604話（1973年）－矢野
  - 第614話「死刑囚的禮物」（1973年）－達男
  - 第619話「南國慕情」（1973年）－一夫
  - 第624話「恐怖的新婚旅行」（1973年）－稻村
  - 第636話「冰冷的故鄉之風」（1974年）－川那部進一
  - 第641話「裸街 東京」（1974年）－週刊TOP編輯長[注 1]
  - 第648話（1974年）－木島
  - 第671話（1974年）－星野
  - 第722話「恐怖的經歷」（1975年）－港
  - 第735話「日本的悲劇」（1975年）－島村
  - 第772話「妻子與愛人的旋律」（1976年）－中根晴夫
  - 第784話（1976年）－井關
- 零戰黑雲隊（日语：ゼロ戦黒雲隊） 第1話「零戰登場」（1964年，與東映共同製作）
- 第18話（1965年，與東映共同製作）
- （1969年，與東映共同製作）
  - 第3話－吉邊十次郎
  - 第12話「襲擊札之辻」
- 第五位刑警（日语：五番目の刑事）（與東映共同製作）
  - 第8話「別對那個玩具下手」（1969年）－八木
  - 第23話「深夜中紅玫瑰的氣息」（1970年）－小山
- 鬼平犯科帳（日语：鬼平犯科帳 (松本幸四郎)）（與東寶共同製作）
  - 第1系列（日语：鬼平犯科帳 (松本幸四郎)#第1シリーズ） 第57話「阿菊與幸助」（1970年）－傳吉
  - 第2系列（日语：鬼平犯科帳 (松本幸四郎)#第2シリーズ） 第18話「情事」（1972年）－宮森忠右衛門
- 人形佐七捕物帳（日语：人形佐七捕物帳 (1971年のテレビドラマ)） 第5話（1971年，與東寶共同製作）－佐伯克馬
- 大忠臣藏（日语：大忠臣蔵 (1971年のテレビドラマ)） 第43話（1971年，與三船Pro共同製作）－野村孝之進
- 第2話（1971年，與東映共同製作）
- 荒野的素浪人（日语：荒野の素浪人） 第1系列（日语：荒野の素浪人#第1シリーズ（全65話））（1972年，與三船Pro共同製作）
  - 第21話「激鬥 龍神峽的叛亂」－十角
  - 第39話「鷲之巢城 御金藏破」－飛田傳八郎
  - 第49話「追尋 前往地獄的贖金」－佐伯軍太夫
- 流浪之狼（日语：さすらいの狼） 第15話（1972年，與東映共同製作）
- 遠山之金先生的捕物帳（日语：遠山の金さん捕物帳）（與東映共同製作）
  - 第117話「嫁給小偷的女性」（1972年）－卓兵衛
  - 第140話「與白州離婚的女性」（1973年）－吉野屋
- 緊急指令10-4 10-10 第23話「骨」（1972年，與圓谷製作公司共同製作）－五味
- 荒野的用心棒（日语：荒野の用心棒 (テレビドラマ)）（1973年，與三船Pro共同製作）
  - 第12話－高遠藩藏奉行
  - 第29話－櫻井主水
- （1974年，與東映共同製作）
  - 第26話
  - 第49話－越前屋清藏
- 右門捕物帖（日语：右門捕物帖 (1974年のテレビドラマ)） 第24話（1974年，與東映共同製作）
- 第10話（1974年，與東映共同製作）－加納屋
- 遠山之金先生（日语：遠山の金さん (テレビ朝日)） 第1系列（日语：遠山の金さん (テレビ朝日)#第1シリーズ）（與東映共同製作）
  - 第9話（1975年）－飯澤賴母
  - 第41話（1976年）－津國屋
- 無情的許可證（日语：非情のライセンス） 第2系列（日语：非情のライセンス#第2シリーズ） 第65話（1976年，與東映共同製作）－黨羽
- 破傘刀船壞人狩獵（日语：破れ傘刀舟悪人狩り）（1976年，與三船Pro共同製作）
  - 第73話－河村
  - 第104話－矢澤軍十郎
  - 第118話－杉原直亮
- （1977年，與中村Pro共同製作）
  - 第10話「愛與憎恨的挽歌」－關澤傳十郎
  - 第28話「第二十五年的父子歌頌」－島崎東十郎
- 破特搜最前線（日语：特捜最前線）（與東映共同製作）
  - 第53話「沒有背號的刑警！」（1978年）－木島
  - 第234話（1981年）－經營塾三望會事務局長
- 江戶之牙（日语：江戸の牙） 第8話「對決！黑色閃電」（1979年，與三船Pro共同製作）－板倉內膳正
- 西部警察系列（日语：西部警察）（與石原Pro（日语：石原プロモーション）共同製作）
  - 西部警察（日语：西部警察 (PART1)）
    - 第14話「殺手參見」（1980年）－大倉容治
    - 第27話「滿身紅血的白衣」（1980年）－明石剛三
    - 第100話「擁抱炸彈的少女」（1981年）－日本醫師連會長
    - 第125話「約定的報酬」（1982年）－森岡大造

  - 西部警察 PART-II（日语：西部警察 PART-II） 第17話「絕命!! 暴走大貨車」（1982年）軍司勝
  - 西部警察 PART-III（日语：西部警察 PART-III） 第29話「即使是生命盡頭！平尾一兵」（1983年）－黑田健作代議士
- 黃金劇場（日语：ナショナルゴールデン劇場） 虹子的冒險（日语：虹子の冒険） 第10話「白雪降臨」（1981年）
- 鬼平犯科帳'82（日语：鬼平犯科帳 (萬屋錦之介)） 第3系列（日语：鬼平犯科帳 (萬屋錦之介)#第3シリーズ） 第21話「艷婦之毒」（1982年）－虫栗的權十郎
- 大都會25時（日语：大都会25時） 第15話「強姦！悲傷的哀新娘禮服」（1987年，與東映共同製作）
- 處刑人GOGO（日语：ザ・ハングマン#ハングマンGOGO） 第14話（1987年）－毒島源一郎（中央銀行理事長）
- 週二推理劇場（日语：火曜ミステリー劇場） (秘)演藝界連續殺人 鑽石被藏起來女性的一生（1990年）－岩倉健一郎
- 週六WIDE劇場（日语：土曜ワイド劇場） 大嬸刑警！流石姬子（日语：おばはん刑事!流石姫子） 第7作「橫濱港含淚的連續殺人」（2002年）－後藤孝太郎
- 週四連續劇 圈套 第3系列 第9話「～最終章～ 有神秘念力的女人」（2003年）－森山周一郎（客串、兼任旁白）
- 刑事搜查線（日语：はみだし刑事情熱系） PART8（日语：はみだし刑事情熱系#PART8最終章 (2004年)）（2004年）－宮村宣彥
- 週四推理
  - 京都地檢之女（日语：京都地検の女） 第2系列（日语：京都地検の女#第2シリーズ（2005年）） 第1話（2005年）－森下孝太郎
  - 新·科搜研之女 SEASON 6 第5話「迷人的殺人魔術！出自密室的墜落屍體」（2005年）
- 相棒 season5 第19話「殺人電影院」（2007年）－織原晃一郎

NHK
- 大河劇
  - 太閤記（日语：太閤記 (NHK大河ドラマ)）（1965年）－比田帶刀
  - 源義經（日语：源義経 (NHK大河ドラマ)）（1966年）－愛甲三十郎
  - 龍馬來了（1968年）－福岡宮內
  - 山頂的群像（日语：峠の群像）（1982年）－庄田下總守
  - 春之波濤（1985年）－千葉勝五郎（日语：千葉勝五郎）
  - 德川慶喜（1998年）－九條尚忠
- 銀河電視小說
  - （1977年）
  - （1985年）
- （1990年）
- 週五時代劇（日语：土曜時代劇 (NHK)） 隼新八御用帳（日语：はやぶさ新八御用帳#テレビドラマ）（1993年）－森藤十郎
- 週三連續劇的花束（日语：水曜ドラマ (NHK)）
  - 夜會的盡頭（日语：夜会の果て）（1997年）－松方正義
  - 鶴龜華爾滋（日语：鶴亀ワルツ）（2000年）
- NHK正月時代劇（日语：NHK正月時代劇） 上杉鷹山 -二百年前的行政改革-（日语：杉鷹山-二百年前の行政改革-）（1998年）－芋川延親
- 相親流浪記（日语：お見合い放浪記）（2002年）
- NHK特集 （2008年1月12日）－老患者
- 連續電視小說
  - 歡呼（2020年）－權藤源藏（裕一的外公）[注 2]

富士電視台
- 獅王主婦劇場（日语：ライオン奥様劇場）
  - （1965年，與NMC共同製作）－堤大作
  - 女性的坂道（1973年，與NMC共同製作）
  - （1973年，與國際放映（日语：国際放映）共同製作）
  - 德川的夫人們（1974年，與NMC共同製作）－酒井若狭守
- 三匹之侍（日语：三匹の侍）
  - 第4系列（日语：三匹の侍#三匹の侍 第4シリーズ） 第4話「麝香丸的亡靈」（1966年）－市助
  - 第5系列（日语：三匹の侍#三匹の侍 第5シリーズ） 第11話「罠」（1967年）－武智軍太夫
  - 第6系列（日语：三匹の侍#三匹の侍 第6シリーズ） 第10話「花かげろう」（1968年）－水上浩太郎
- MJ萬能號 第5話（1968年，與圓谷製作公司共同製作）－塚田所員
- 清水次郎長（日语：清水次郎長 (1971年のテレビドラマ)） 第34話 「ドヂで間抜け三ン下です」（1972年，與東映共同製作）－守田刑部
- 第8話「幽靈大盜」（1972年，與東映共同製作）－文六
- 第1話 （1980年，與東寶共同製作）
- 第5話「距離」（1992年）
- 古畑任三郎 第10話「矛盾重重的屍體」（1994年）－鵜野忠國
- 週四劇場 29歲的聖誕節（日语：29歳のクリスマス） 第10話（1994年，與共同電視台共同製作）－木佐三千子的父親
- 一公升的眼淚 第2話「15歲，慢慢靠近的病魔」（2005年）－宮下信太郎
- 富家女與窮太郎（2008年）－美田園總一郎

東京電視台
- 野蠻女警線（日语：プレイガール (テレビドラマ)） 第151話（1972年，與東映共同製作）－岡村
- 大江戶搜査網（日语：大江戸捜査網）（與三船Pro共同製作） 
  - 第116話（1973年）－秋山彥右衛門
  - 第222話（1975年）－山崎主水
  - 第267話「偽裝殺人的陷阱」（1976年）－岩室大膳
  - 第393話（1979年）－松永與十郎
  - 第421話「人質救出 甦醒的父女之羈絆」（1979年）－吉澤右近
  - 第460話「女忍者傷口的復仇」（1980年）－桑原外記
  - 第486話「大奧之怪 美女殺人事件」（1981年）－村岡丹波守
  - 第531話（1982年）－片桐宗次郎
  - 第552話「御白州無用！孤獨的暗殺者」（1982年）－柳澤兵部

### 電影
日活
- 櫻花杯 義兄弟（1969年）－辰
- 櫻花杯 仁義（1969年）－鹽田龍一

東寶
- 野獸的復甦（1969年）－松井
- 鬼輪番（1974年）－親鬼
- 談談情跳跳舞（1996年）－岸川良
- 上班族金太郎（1999年）－大島源造

東映
- 骷髏13（日语：ゴルゴ13 (1973年の映画)）（1973年）[注 3]
- 啊ゝ決戰航空隊（日语：あゝ決戦航空隊）（1974年）－作戰企劃班班長 寺井義守中校

其它
- 惡魔與拳銃（1959年，新東寶（日语：新東宝））－梶刑警
- （1983年，Joypack Film（日语：ジョイパックフィルム））－高田南海男
- 只有你的美好夜晚 啊ゝ傳次郎（1985年，Eagles Company）－春美的情夫
- 幻想巴黎（1992年，HERO Communications）－吉田邦男[注 4]
- 釣魚狂日記11（日语：釣りバカ日誌イレブン）（2000年，松竹）－堀田常務
- 一公升的眼淚（2004年，All out）－復健中心患者
- 透光的樹（日语：透光の樹）（2004年，cinequanon（日语：シネカノン））－大學教授
- Fantastipo（日语：ファンタスティポ）（2005年，J STORM）－主持人
- （2012年，Movie Planet）－首領

### 非戲院首映
- （1998年，GP Museum Soft（日语：オールインエンタテインメント））
- 日本暴力地帶 三（1998年，Museum）

### 綜藝節目
TBS電視網
- 星期日先生（日语：ミスターサンデー）（1980年，TBS）－與鈴木弘子（日语：鈴木弘子）共同擔任節目中的新聞主播。
- （2004年，BS-i）－節目嘉賓

東京電視台
- （2006年）－朗讀（藝人們在錄影室進行閱讀那集）
- 逛街天國（日语：出没!アド街ック天国）（2017年)－節目嘉賓

日本電視網
- 超人氣法律諮詢事務所（2007年，日本電視台）－在錄影室作為節目嘉賓進行著書朗讀（一部分）
- 荻和縫補的愛車遍歷 NO CAR，NO LIFE！（日语：おぎやはぎの愛車遍歴 NO CAR, NO LIFE!）（2013年，BS日視）－節目嘉賓

其它電視台
- 小知識之泉 ～精彩的無用知識～（2004年、2005年，富士電視台）－於捏他VTR演出

## 演出（配音員）
粗體字表示主要角色。

### 電視動畫
1964年
- 大X超人

1965年
- 來自未來的少年超級傑特（日语：スーパージェッター）

1967年
- 緞帶騎士（加瑪）

1968年
- 佐助（糸瓜狂之助、糸瓜斬死郎、不知火陣內）
- （武器商人男性）

1969年
- 虎面人（／鐵腕喬）
- 忍風KAMUI外傳（日语：カムイ外伝）（月影）

1971年
- 鬼太郎 (第2作)（布耶爾）

1976年
- 無敵飛天俠（大野安兵衛）

1979年
- 動畫紀行 馬可波羅的冒険（日语：アニメーション紀行 マルコ・ポーロの冒険）（忽必烈）
- 前髮太郎（日语：まえがみ太郎）（火鳥[11]）

1980年
- 青少棒揚威記（日语：キャプテン (漫画)）（青葉的教練）
- 原子小金剛 (1980年版)（ワルプルギス）

1996年
- 魯邦三世：暮色☆雙子座的秘密（日语：ルパン三世 トワイライト☆ジェミニの秘密）（[12]）[注 5]

1999年
- 魯邦三世：愛的記號 ～不二子的倒霉日～（日语：ルパン三世 愛のダ・カーポ〜FUJIKO'S Unlucky Days〜）（巴頓[13]）

2001年
- 數碼寶貝03馴獸師之王（神的聲音、朱雀獸）

2002年
- 魯邦三世 Episode:0 初次交鋒（日语：ルパン三世 EPISODE:0 ファーストコンタクト）（加爾貝斯[14]）

2012年
- 軍火女王（旁白）2系列

2014年
- 東京殘響（間宮俊造）

### 電影動畫
1979年
- 胡桃鉗（日语：くるみ割り人形 (1979年の映画)）（詩人）

1980年
- 火鳥2772：愛的宇宙空間（波魯康[15]）

1981年
- 再見銀河鐵道999 仙女座終點站（老游擊隊）

1982年
- 劇場版 我們的青春阿爾卡迪亞（日语：わが青春のアルカディア）（老托卡格兵）

1986年
- 七龍珠：神龍傳說（格魯米斯王[16]）

1992年
- 紅豬（波魯克·羅素[17]）

1993年
- 獸兵衛忍風帖（榊兵部[18]）
- 哆啦A夢：大雄與白金迷宮（納波基斯特拉一世）

2002年
- 哆啦A夢：大雄與機器人王國（鐵斯塔[19]）

2017年
- THE ANCESTOR（日语：THE ANCESTOR）（祖先）

### OVA
1988年
- Tokyo Vice（日语：トウキョウ・バイス）（濱田代議士）

### 遊戲
1997年
- 天外魔境 第四默示錄（日语：天外魔境 第四の黙示録）（雷德·貝亞）

2000年
- 取得駕照吧（日语：免許をとろう）（本鄉啓二教官）

2001年
- 東京迪士尼海洋 ～失落寶石的秘密～（胡善與賈善）

2002年
- 王國之心（胡善與賈善）

2003年
- 特打英雄 宇宙戰艦大和號 打字波動砲（土方龍（日语：土方竜））

2004年
- 魚仔 搶救水塘大作戰（骨舌魚的塗師）

2008年
- 閃電十一人（響木正剛）
- 最後的遺跡（瓦古蘭姆）

2011年
- El Shaddai（日语：エルシャダイ）（阿薩謝爾）
- 最終幻想 零式（席德·奧爾斯塔因）

2014年
- Thief（埃利亞斯·諾斯克雷斯特男爵）

2015年
- 勇氣默示錄2 終结次元

2018年
- 超級七龍珠群雄（格魯米斯王）

### 外語配音

#### 演員
理查德·布恩
- 雷鼓震天（英语：A Thunder of Drums）（史蒂芬·馬多克斯）
- 最後的恐龍（英语：The Last Dinosaur）（馬斯頓·特魯斯特）
- 鐵幕來鴻（華德）

查爾斯·布朗森
- 奪命列車（英语：Breakheart Pass (film)）（約翰·迪金）－TBS版
- 野狼（英语：Chato's Land）（帕爾頓·查托）
- 老查的故事（葛拉漢）－TBS版（DVD收錄）
- 愛情與子彈（英语：Love and Bullets (1979 film)）（查理·康格斯）－TBS版（DVD收錄）
- 猛龍鐵金剛（英语：Mr. Majestyk）（文森特·“文斯”·馬耶斯提克）
- 龍虎鐵金剛（英语：The Mechanic (1972 film)）（亞瑟·必曉普）－TBS版（BD收錄）
- 大太陽（英语：Red Sun）（林克·史都華）－TBS版
- 雨中怪客（英语：Rider on the Rain）（道布斯）－TBS版（BD收錄）
- 致命動機（英语：Someone Behind the Door）（陌生人）
- 威馬神龍（英语：The White Buffalo）（蠻牛比爾·希考克）

尚·嘉賓
- 太陽打手（英语：Action Man (film)）（丹尼斯·佛朗德）
- 大小通吃（英语：Any Number Can Win (film)）（查爾斯）
- Deadlier Than the Male（英语：Deadlier Than the Male (1956 film)）（安德·查特林）
- 黑梟雄（英语：Du rififi à Paname）（保羅·伯格）
- 法國康康舞（英语：French Cancan）（亨利·冬格拉）－富士電視台新錄製版
- 街角的小王子（英语：In Case of Adversity）（安德烈·戈比洛）－朝日電視台版
- L'Année sainte（法语：L'Année sainte）－朝日電視台版
- Le désordre et la nuit（英语：Le désordre et la nuit）（喬治·華洛瓦）
- 悲慘世界（英语：Les Misérables (1958 film)）（尚·萬強）－TBS新錄製版
- The Lower Depths（英语：The Lower Depths (1936 film)）（華斯卡·斐貝）－朝日電視台版
- 梅格雷的陷阱（英语：Maigret Sets a Trap (film)）（儒勒·梅格雷）
- 望鄉（英语：Pépé le Moko）（貝貝·勒·默果）－日本電視台版
- 微不足道的人們（英语：People of No Importance）（尚·韋亞特）－朝日電視台、東京電視台版
- 西西里黑幫（維托里歐·馬納萊斯）－東京電視台版（DVD&BD收錄）
- 謀殺案（英语：Speaking of Murder）（路易·伯坦）
- 一山難容二虎（英语：Two Men in Town (1973 film)）（賈馬因·卡澤納夫）
- 同心協力（英语：They Were Five）（尚諾特）
- 別碰錢財（英语：Touchez pas au Grisbi）（馬克斯）－朝日電視台版
- 瑪拉帕加之牆（英语：The Walls of Malapaga）（皮埃爾·阿里尼翁）

特利·薩瓦拉斯（本人公認）
- 一個叫做地獄的小鎮（英语：A Town Called Basterd）（唐·卡洛）
- 國際暗殺局（英语：The Assassination Bureau）（波斯威克勳爵）
- 海神號救難記（英语：Beyond the Poseidon Adventure）（史帝文·斯特凡博士）－日本電視台、TBS版（DVD收錄）
- 砲彈飛車2（海米·卡普蘭）
- 迪恩馬丁名人吐槽大會（英语：Dean Martin Celebrity Roast）－東京電視台版
- 逃往雅典娜（英语：Escape to Athena）（澤諾）－TBS版（BD收錄）
- 恐怖列車（卡桑隊長）－BD版
- 盜金磚（英语：Inside Out (1975 film)）（哈瑞·摩根）
- 詹姆士·龐德：勇破雪山堡（恩斯特·斯塔夫羅·布魯菲爾（英语：Ernst Stavro Blofeld））－TBS版（特別版DVD收錄）
- 警網鐵金剛（英语：Kojak）（Theodopolus "Theo" Kojak）
- 著魔的麗莎（英语：Lisa e il diavolo）（利安卓）
- 美雛成行（英语：Pretty Maids All in a Row）（山姆）
- 雌雄轟天賊（英语：Sonny and Jed）（弗朗西斯保安官）
- 狼之輓歌（艾爾·韋伯）－TBS版（BD&DVD收錄）

史賓塞·屈賽
- 黑巖喋血記（英语：Bad Day at Black Rock）（約翰·J·麥克雷迪）－日本電視台版
- 繁榮小鎮（英语：Boom Town (film)）（“大約翰”·麥克馬斯特）－朝日電視台版
- 孤兒樂園（英语：Boys Town (film)）（愛德華·約瑟夫·弗拉納根神父（英语：Edward J. Flanagan））
- 斷戈浴血記（英语：Broken Lance）（麥特·德維羅）－朝日電視台、富士電視台版
- 電腦風雲（英语：Desk Set）（理查德·桑納）
- 化身博士（英语：Dr. Jekyll and Mr. Hyde (1941)）（亨利·哲基爾醫生／愛德華·海德先生）
- 玉女于飛（英语：Father of the Bride (1950 film)）（史丹利·T·班克斯）－朝日電視台版
- 玉女弄璋（英语：Father's Little Dividend）（史丹利·T·班克斯）
- 風的傳人（英语：Inherit the Wind (1960 film)）（亨利·德拉蒙德）－TBS版（DVD收錄）
- 瘋狂世界（英语：It's a Mad, Mad, Mad, Mad World）（庫爾佩珀探長）－朝日電視台版（DVD收錄）
- 紐倫堡的審判（丹·海伍德首席法官）－朝日電視台版
- 神槍遊俠（英语：Northwest Passage (film)）（羅伯特·羅傑斯（英语：Robert Rogers (British Army officer)））－朝日電視台、TBS版
- 隴上春色（英语：The Sea of Grass (film)）（吉姆·布魯頓上校）－朝日電視台版

里諾·范杜拉
- 大賊與金絲貓（英语：Boulevard du Rhum）（科內利烏斯）－朝日電視台版
- 死因可疑（英语：Cadaveri eccellenti）（亞美利哥·洛加斯）－TBS版
- 偷搶騙（英语：L'aventure, c'est l'aventure）（里諾·馬薩羅）
- 冒險者（英语：The Last Adventure (1967 film)）（羅蘭·達邦特）－TBS版（BD收錄）
- 魔力（英语：The Medusa Touch (film)）（布魯內爾）－TBS版（BD收錄）
- 我們別生氣（法语：Ne nous fâchons pas）（安東尼·貝瑞托）－朝日電視台版
- 大時代（維多·吉諾維斯）－朝日電視台（DVD&BD收錄）、東京電視台版

#### 電影
- 一代天王亞歷山大（英语：Alexander the Great (1956 film)）（腓力二世〈弗雷德里克·馬區〉）－TBS版
- Bandidos（英语：Bandidos (film)）（理查德·馬丁〈恩里科·瑪麗亞·薩勒諾（英语：Enrico Maria Salerno）〉）
- 畢氏二虎（英语：Bandolero!）（七月·約翰遜警長〈喬治·甘迺迪〉）－TBS版（DVD收錄）
- 殺手壕（多米尼西〈何塞·費勒〉）－富士電視台版（DVD&BD收錄）
- 血腥銀元（英语：Blood for a Silver Dollar）（麥克科瑞〈皮埃爾·克雷斯索伊（英语：Pierre Cressoy）〉）
- 驚世狂花（吉諾·馬爾佐〈理查德·C·薩拉菲安（英语：Richard C. Sarafian）〉）－東京電視台版
- 獨孤里橋之役（喬治·塔蘭特〈弗雷德里克·馬區〉）－TBS版
- 奪命追蹤者（英语：The Deadly Trackers）（法蘭克·布蘭德〈羅德·泰勒〉）－朝日電視台版
- 激流追蹤（傑克·特拉希〈文斯·愛德華斯（英语：Vince Edwards）〉）
- 目標月球（英语：Destination Moon (film)）（塔耶將軍〈湯姆·鮑威爾斯（英语：Tom Powers）〉）
- 琴韻補情天（英语：The Eddy Duchin Story）（盧·謝伍德〈詹姆斯·惠特摩〉）
- Emergency Squad（英语：Emergency Squad (1974 film)）（The Marseilles〈加斯通·莫辛（英语：Gastone Moschin）〉）
- 方托馬斯（英语：Fantômas (1964 film)）（方托馬斯〈尚·馬赫〉）－TBS新錄製版
  - 方托馬斯的反擊（英语：Fantômas se déchaîne）（方托馬斯〈尚·馬赫〉）－TBS新錄製版
- 精武門（鈴木寬〈橋本力〉）－TBS版
- 亡命大煞星（英语：The Getaway (1972 film)）（傑克·貝農〈班·約翰森〉）－富士電視台版
- 禁忌星球（愛德華·莫比斯博士〈沃爾特·皮金〉）－朝日電視台新錄製版
- 科學怪人創造的女人（英语：Frankenstein Created Woman）（維多·法蘭克史坦〈彼得·庫欣〉）
  - 科學怪人的復仇（維多·法蘭克史坦〈彼得·庫欣〉）
- 死亡遊戲（史坦納〈曉·奧勃連（英语：Hugh O'Brian）〉）
- 霹靂神風（英语：Grand Prix (1966 film)）（矢村〈三船敏郎〉）
- 偉大的沉默（英语：The Great Silence）（亨利·波利庫特〈路易吉·皮斯蒂利（英语：Luigi Pistilli）〉）
- 六壯士（洛伊·富蘭克林少校〈安東尼·奎爾（英语：Anthony Quayle）〉）－朝日電視台版
- 哈姆雷特（英语：Hamlet (1964 film)）（克勞地（英语：King Claudius）〈米海爾·納茲瓦諾夫〉）－朝日電視台版
- 潛艇間諜戰（英语：Hell and High Water (1954 film)）（蒙泰爾教授〈維多·弗倫奇（英语：Victor Francen）〉）
- 殺手（英语：The Killing (film)）（朗蒂·凱南〈特德·德·科西亞（英语：Ted de Corsia）〉）－朝日電視台版（BD收錄）
- 最後魔鬼英雄（英语：Last Action Hero）（托尼·維瓦爾第〈安東尼·奎恩〉）－富士電視台版（BD精裝版收錄）
- 金字塔（英语：Land of the Pharaohs）（胡夫〈傑克·霍金斯（英语：Jack Hawkins）〉）－朝日電視台版
- 阿拉伯的勞倫斯（土耳其·貝里將軍〈何塞·費勒〉）－日本電視台版
- 午後七點零七分（警探〈弗朗西奧斯·皮埃爾（英语：François Périer）〉）－朝日電視台版
- 外籍兵團（路西安·賈加尼〈吉姆·卡特（英语：Jim Carter (actor)）〉）－東京電視台版
- 復仇的日子（英语：Long Days of Vengeance）（庫布〈康拉多·聖·馬丁（英语：Conrado San Martín）〉）－朝日電視台版
- 豪勇七蛟龍（哈里·路克〈布萊德·戴克斯特（英语：Brad Dexter）〉）－朝日電視台版（DVD&BD收錄）
- 四海本色（Gregorius the Great〈史坦尼斯勞斯·茲比史可（英语：Stanislaus Zbyszko）〉）
- 騎軍血戰史（英语：North West Mounted Police (film)）（傑克·科爾博〈喬治·班克羅夫特（英语：George Bancroft (actor)）〉）
- 獨眼龍（英语：One-Eyed Jacks）（鮑伯·埃默里〈班·約翰森〉）
- 魔鬼生化人（英语：Project Shadowchaser）（金德曼〈喬斯·艾克蘭（英语：Joss Ackland）〉）－富士電視台版
- 午後槍聲（吉爾·魏斯特魯姆〈蘭道夫·史考特（英语：Randolph Scott）〉）－東京電視台版
- 摩天輪大血案（英语：Rollercoaster）（霍伊特〈理查德·威德馬克〉）－日本電視台版
- 德州游俠（英语：Texas, Adios）（西斯科·德爾加多〈何塞·舒亞雷斯（英语：José Suárez (actor)）〉）－朝日電視台版
- 奪命大槍手（英语：Tony Arzenta）（尼克·高士特〈理查德·孔戴（英语：Richard Conte）〉）－朝日電視台版
- 喋血凌霄閣（英语：The Unvanquished (film)）（費沙〈喬治·蓋瑞特（英语：Georges Géret）〉）－朝日電視台版
- 雌雄莫辯（英语：Victor/Victoria）（卡羅爾·“陶迪”·陶德〈羅伯特·普雷斯頓（英语：Robert Preston (actor)）〉）

#### 電視影集
- 大峽谷（英语：The Big Valley）（查爾斯·布朗森[注 6]）
- 諜海傳奇（英语：The Champions） 第8集（喬斯特上尉〈威廉·哥特爾〉）、第16集（葛伊德·賽爾巴尼〈保羅·塞爾瓦馬尼（英语：Paul Stassino）〉)
- 神探可倫坡 第50集（馬克斯·巴什尼〈派屈克·波查（英语：Patrick Bauchau）〉）
- 法網恢恢 第98集（喬尼）
- 游擊英雄（戲子〈賽薩爾·達諾瓦（英语：Cesare Danova）〉）
- 打擊魔鬼（英语：The Man from U.N.C.L.E.） 第14集、第41集（沃特）、第74話（維多·卡莫克〈達倫·麥克加文（英语：Darren McGavin）〉）
- 神探阿蒙 (第5季) 第14集（培查）
- 越獄風雲（喬納森·克蘭茲〈里昂·拉瑟姆〉）
- 荒野真情（英语：The Professionals (TV series)）（喬治·考利〈高登·傑克森（英语：Gordon Jackson (actor)）〉）
- 星際爭霸戰（可汗·努尼恩·辛格〈里卡多·蒙特爾班〉）
- 時間隧道（庫拉托爾上校〈麥克·安沙拉（英语：Michael Ansara）〉）
- 陰陽魔界 (第3季) 第8集（弗里蒙特〈約翰·拉爾希（英语：John Larch）〉）

#### 動畫
- 超空人
- 小美人魚（胡善與賈善）－電影、迪士尼頻道播出版
- 飆風雷哥（比福德〈布萊克·克拉克〉）
- 救難小英雄澳洲歷險記（麥克林屈〈喬治·坎貝爾·斯科特〉）
- 雷鳥神機隊（古德巴博士）
- 沃特希普高地（英语：Watership Down (film)）（Woundwort將軍〈哈里·安德魯斯（英语：Harry Andrews）〉）

### 特攝影集
- 超人力霸王 第38話「宇宙船救助命令」（1967年，TBS、圓谷製作公司）－亞瑟船長的聲音
- Mj萬能號 第2話「奪回K52」（1968年，富士電視台、圓谷製作公司）－Q首領的聲音
- 詹伯a（1973年，MBS、圓谷製作公司）－的聲音[注 7]
- 骷髏13（1973年，東映真人版）－的聲音
- 無情的許可證（日语：非情のライセンス） 第2系列 第57話「兇惡的一道牆壁」（1975年，朝日電視台、東映）－脅迫者的聲音
- 飛吧！孫悟空（日语：飛べ!孫悟空）（1978年，TBS）－蓋爾哈佐團長的聲音
- 穆一族（日语：ムー一族）（1978年，TBS）－一條的聲音
- 時代劇特集（日语：時代劇スペシャル (フジテレビ)） 八幡鳩九郎（1981年，富士電視台、勝Pro）－紫公方的聲音
- 勇者義彥和惡靈之鑰（2012年，東京電視台）－皇帝的聲音

### 旁白（電視劇、電影、舞台）
- 銀假面、巨大銀假面（1971年－1972年，宣弘社、TBS）
- 日本的首領（日语：日本の首領）（1977年－1978年，東映）
- 特搜最前線（日语：特捜最前線）（1977年－1978年，朝日電視台）－（至第52話擔任）開頭旁白與下集預告旁白
- 大追跡（日语：大追跡 (テレビドラマ)）（1978年，日本電視台）－開頭旁白與下集預告旁白
- 處刑人 燃燒事件簿（日语：ザ・ハングマン#ザ・ハングマン 燃える事件簿（16話から「ザ・ハングマン」））、處刑人II（日语：ザ・ハングマン#ザ・ハングマンII）（1980年－1982年，ABC）
- 女稅務官2（日语：マルサの女2）（1988年，東寶）－預告片旁白
- 民暴之女（日语：ミンボーの女）（1992年，東寶）－預告片旁白
- MMR未確認飛行物體（日语：MMR未確認飛行物体）（1996年，富士電視台）－開頭旁白與下集預告旁白
- 圈套（2000年－2005年，朝日電視台）－開頭旁白與下集預告旁白
- 圈套電影版（日语：トリック劇場版）（2002年，東寶）
- 圈套電影版2（日语：トリック劇場版2）（2006年，東寶）
- 花樣少年少女 ～美男♂學園～（2007年，富士電視台）－開頭旁白
- 富家女與窮太郎（2008年，富士電視台）－開頭旁白
- 內田康夫旅情懸疑 岡部警部系列（日语：岡部警部シリーズ） 腔棘魚殺人事件（2009年，富士電視台）
- 靈能力者BATTLE ROYAL（日语：劇場版TRICK 霊能力者バトルロイヤル）（2010年，東寶）－開頭旁白
- 三毛貓福爾摩斯的推理（2012年，日本電視台）－節目宣傳
- 兒童警察（2012年，MBS、TBS）－開頭旁白
- 電影版 兒童警察（2013年）－開頭旁白
- 舞台－御上的聲音（2013年）
- 圈套最终回 LAST STAGE（日语：トリック劇場版 ラストステージ）（2014年，東寶）－開頭旁白

### 旁白（綜藝節目、指南）
- （1979年－1988年，NHK綜合、NHK BS2）
- 笑犬的冒險（日语：笑う犬）（富士電視台）－作為來賓在葉子隊（日语：はっぱ隊）小故事中，講電影《紅豬》的著名台詞。
- （讀賣電視台）－由中村泰士（日语：中村泰士）、佐川滿男（日语：佐川満男）、泉本教子（日语：泉本のり子）主持。而森山負責旁白向節目來賓提問。
- 小知識之泉 ～精彩的無用知識～（富士電視台）－作為紅豬的波魯克·羅素演出，於2006年8月9日播放集數負責副聲道（日语：音声多重放送）（影之旁白）。剪影色彩使用紅色。
- DOWN TOWN的這種感覺（日语：ダウンタウンのごっつええ感じ）（富士電視台）
- 打字軟體（日语：タイピングソフト） 宇宙戰艦大和號擴散波動砲（土方龍（日语：土方竜））
- 少年頭腦香取（日语：少年頭脳カトリ）（富士電視台）－上樣的聲音
- 石井龍也（日语：石井竜也）巡迴演奏會2006「DANCE NYLON（日语：DANCE NYLON）」～～（愛原鍵物語：〈聲音演出〉）
- SMAP×SMAP "CRAFT COWBOY 工作達人 '07暑假特別企劃 寶特瓶工作"（2007年，富士電視台）－天之聲
- 突如其來！黃金傳說。（2008年，朝日電視台）「離島的0元生活」－旁白、小豬的聲音
- 和風總本家（日语：和風総本家）（2009年，大阪電視台）「鰯一匹で幸せになる方法」－鰯的聲音
- （2010年，NHK）
- BS歷史館（2011年，NHK BS Premium）－夏爾·戴高樂前總統（聲音演出）
- （2011年，東京電視台）－旁白
- 爆笑！大日本AKAN警察（日语：爆笑 大日本アカン警察）（2010年、2011年，富士電視台）
- （2011年，日本電視台）
- 5MEN旅（日语：5MEN旅）（2011年，日本電視台）－老闆的聲音
- SF超級大作「史前新紀元」完全攻略 （2012年，BS日視）
- 國立新美術館開館5週年 「保羅·塞尚：巴黎與普羅旺斯」 （擔任聲音指南）（2012年）
- 目擊！日本列島（日语：目撃!にっぽん） 捕捉南海地震的前兆 ～民間地震研究者的挑戰～（2012年，NHK）
- （2013年，BS JAPAN）
- 週五CURSOR（日语：金曜カーソル）（2013年，WOWOW Prime）

### 廣播節目
- 連續廣播小說「火之鳥 亂世篇」（旁白）（1980年3月3日－3月21日，NHK廣播第1頻率）
- 木瓜鈴木（日语：パパイヤ鈴木）的迪斯可居酒屋（2002年，NHK廣播第1頻率）
- Tokyo Copywriters' Street（2007年9月，FM東京）
- （2007年10月、2012年12月，NHK廣播第1頻率）
- 週日喫茶室（日语：日曜喫茶室）（2007年12月，NHK-FM）
- （2014年11月24日，NHK-FM）
  - 作為節目嘉賓談到製作《紅豬》背後的秘密。

### 廣告
- 三得利白蘭地 V.S.O.P（作為旁白以講述而著名）（1979年）
- 三得利威士忌 Royal（日语：サントリーローヤル）（他最著名的講述是）（1980年）
- 三得利 （在中擔任旁白，而該短片中的主角由娜妲莎·金斯基擔任）（1982年）
- 三得利 愛鳥活動 鳥劇團（擔任電台廣告旁白）（2006年）
- 包含1960年代後半頃發售的三得利威士忌
- 麥當勞 I'm loving it 麥香雞堡、番茄麥香雞堡（旁白、露面演出）
- 的場的小倉豆沙（電台，關東地區）
- 婚品館美寶堂（日语：美宝堂）（東海地區）
- 永田佛壇店（日语：永田や仏壇店）（同上）
- 壽商店（同上）
- C.G.Plannings（同上）
- （同上）
- 花王 高露潔-棕欖MFP（1977年，同上）
- 佐渡汽船
- 三菱GalantΣ（第一任，局部改革後親自演出）
- 日產君爵
- BOURBON（日语：ブルボン） （擔任電台廣告旁白）
- 雀巢咖啡 香味焙煎
- 雀巢咖啡 GOLD BLEND（1972年）
- 雀巢咖啡 GOLD BLEND（2008年）
- Tomy 特搜最前線（日语：特捜最前線#番組についての逸話）（外國人老闆的日語配音）
- 東洋物產（日语：セシール）（1981年、1982年）
- 佐川急便（日语：佐川急便）（1984年）
- 萬代南夢宮娛樂（1986年、1987年）紅白機遊戲軟體（旁白）
- 有限公司社憩企業 相模湖地區（旁白）
- 獅王 BUFFERIN（日语：バファリン）綠止痛藥（旁白）
- CG Plannings（1991年）
- 藤本（日语：ピップ） PIP ELEKIBAN（日语：ピップエレキバン）（擔任特利·薩瓦拉斯的日語配音，而且森山自己也跟時任藤本會長的橫矢勳共演）
- ACOM（日语：アコム）（擔任電台廣告旁白）
- 東方醬料 男乃咖哩（旁白）
- 丸井（定休日告知的宣傳旁白）
- 模式學園（日语：学校法人日本教育財団）（旁白）
- 四谷學院（日语：四谷学院）（旁白）
- 家庭教師TRY（日语：家庭教師のトライ）（旁白）
- 東京事變 出道單曲「群青日和」（旁白）
- SKYLARK GUSTO 鮮嫩多汁牛排套餐（電影「靈能力者BATTLE ROYAL（日语：劇場版TRICK 霊能力者バトルロイヤル）」活動）（旁白）
- 明治 （旁白）
- 明治 （旁白）
- ENEOS SUSTINA（引擎機油） 「女性客編」（四輪車的聲音）
- 札幌啤酒 惠比壽啤酒 （黑啤酒） （貓的聲音）
- 小野田水泥 滅火器（露面演出）
- 松屋 （旁白）
- 大關（日语：大関 (酒造メーカー)） ONECUP大關（日语：ワンカップ大関）、ONECUP-O（旁白）
- 東寶藥品（露面演出）

### 其它
- 全日本女子職業摔角（日语：全日本女子プロレス） WWWA世界單打王座（日语：WWWA世界シングル王座）錦標賽（敗北者的退休賽） 傑克佐藤（日语：ジャッキー佐藤）對決真基上田（日语：マキ上田）之戰役的特別實況
- （feat. 森山周一郎）（ 所收）

## 著書
- 《冬春―我娘登校拒否、今…》（1984年6月，高橋書店（日语：高橋書店））

## 腳註

## 外部連結
- 日本電影數據庫（JMDb）上森山周一郎的資料（日語）
- 森山周一郎 （页面存档备份，存于） （日語）－allcinema（日语：allcinema）
- 森山周一郎 （页面存档备份，存于） （日語）－KINENOTE（日语：キネマ旬報映画データベース）
- Shūichirō Moriyama在互联网电影资料库（IMDb）上的資料（英文）
- 森山周一郎 （页面存档备份，存于） （日語）－Movie Walker（日语：Movie Walker）
- 森山周一郎 電視劇人名錄 ◇電視劇資料庫◇ （日語）
- 森山周一郎官方網站 （页面存档备份，存于） （日語）
- （日語）－森山周一郎的官方個人部落格。
- 森山周一郎的X（前Twitter） （日語）
- 森山周一郎 （页面存档备份，存于） （日語）－NHK人物錄（日语：NHKアーカイブスポータル）